# Yonashiro
Yonashiro ( 与那城町   Yonashiro-chō?,   Okinawense: Yunagushiku) era una  ciudad ubicada en distrito de Nakagami, prefectura de Okinawa, Japón.

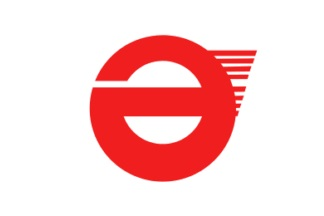
Bandera de la ciudad de Yonashiro.

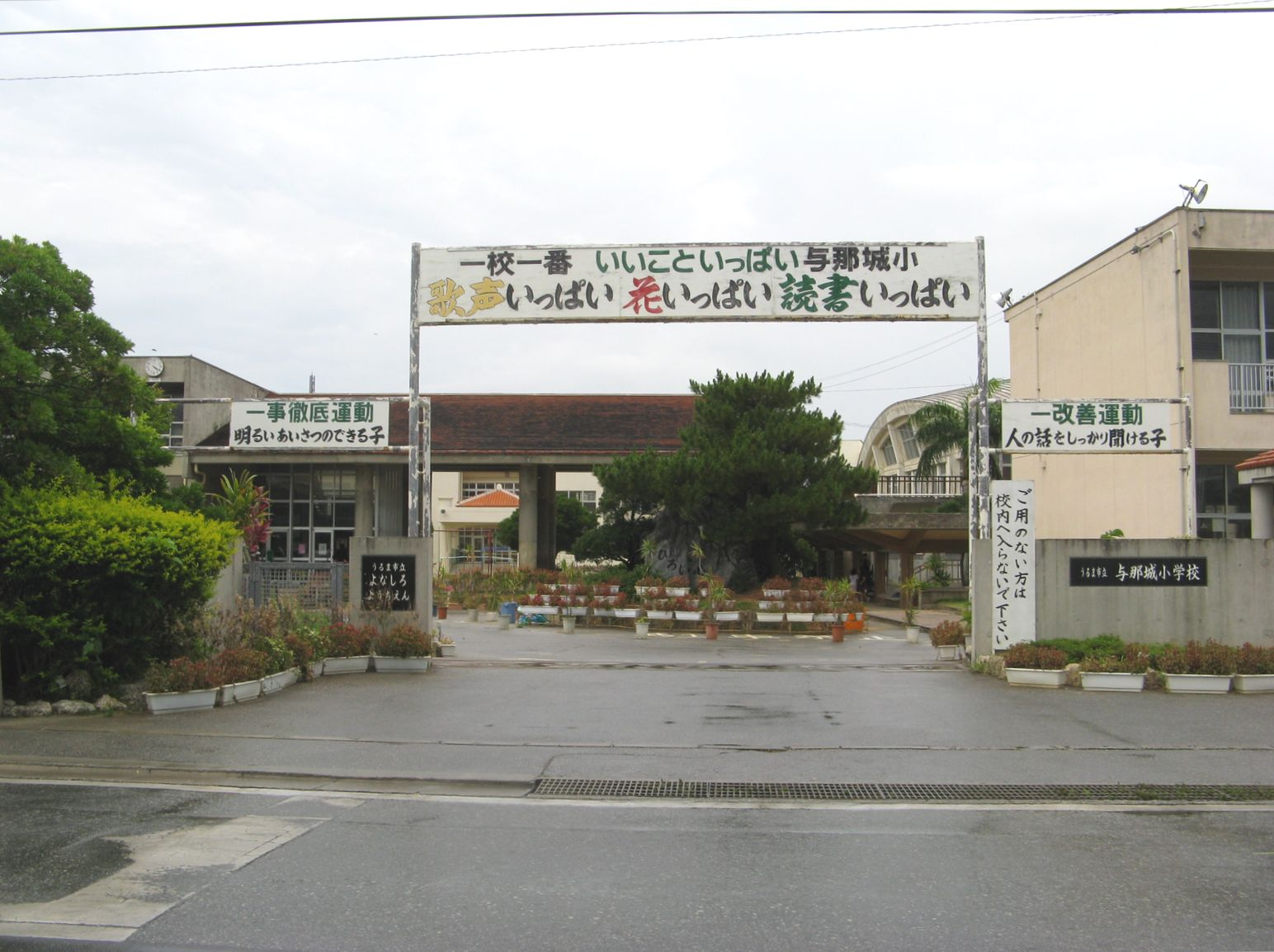
Escuela primaria en la ciudad de Uruma, antiguamente región de Yonashiro.

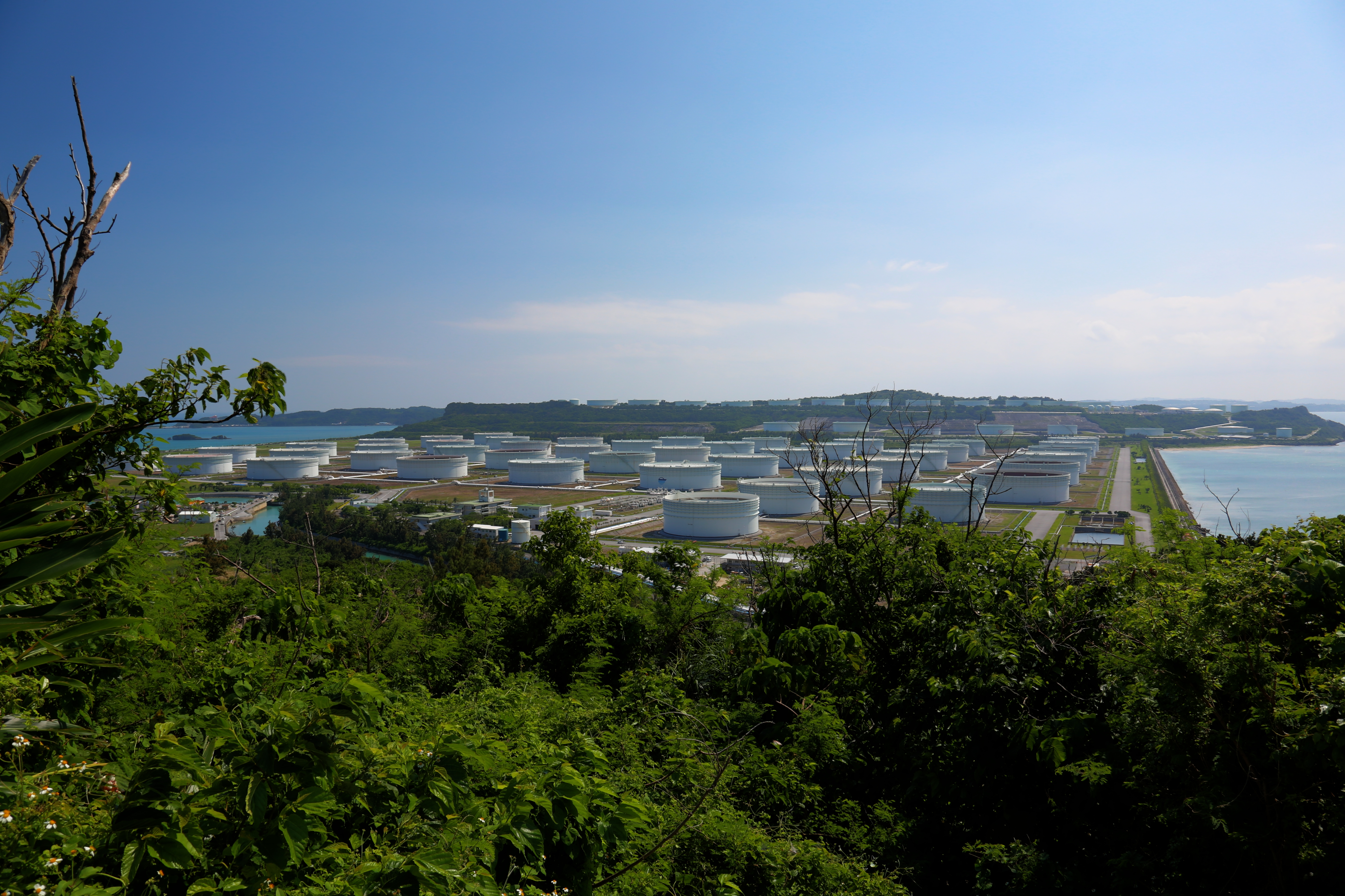
Terminal petrolera propiedad de Okinawa CTS Corporation en la isla Henza, vista desde la isla Miyagi, Yonashiro-uehara, Uruma, prefectura de Okinawa, Japón.

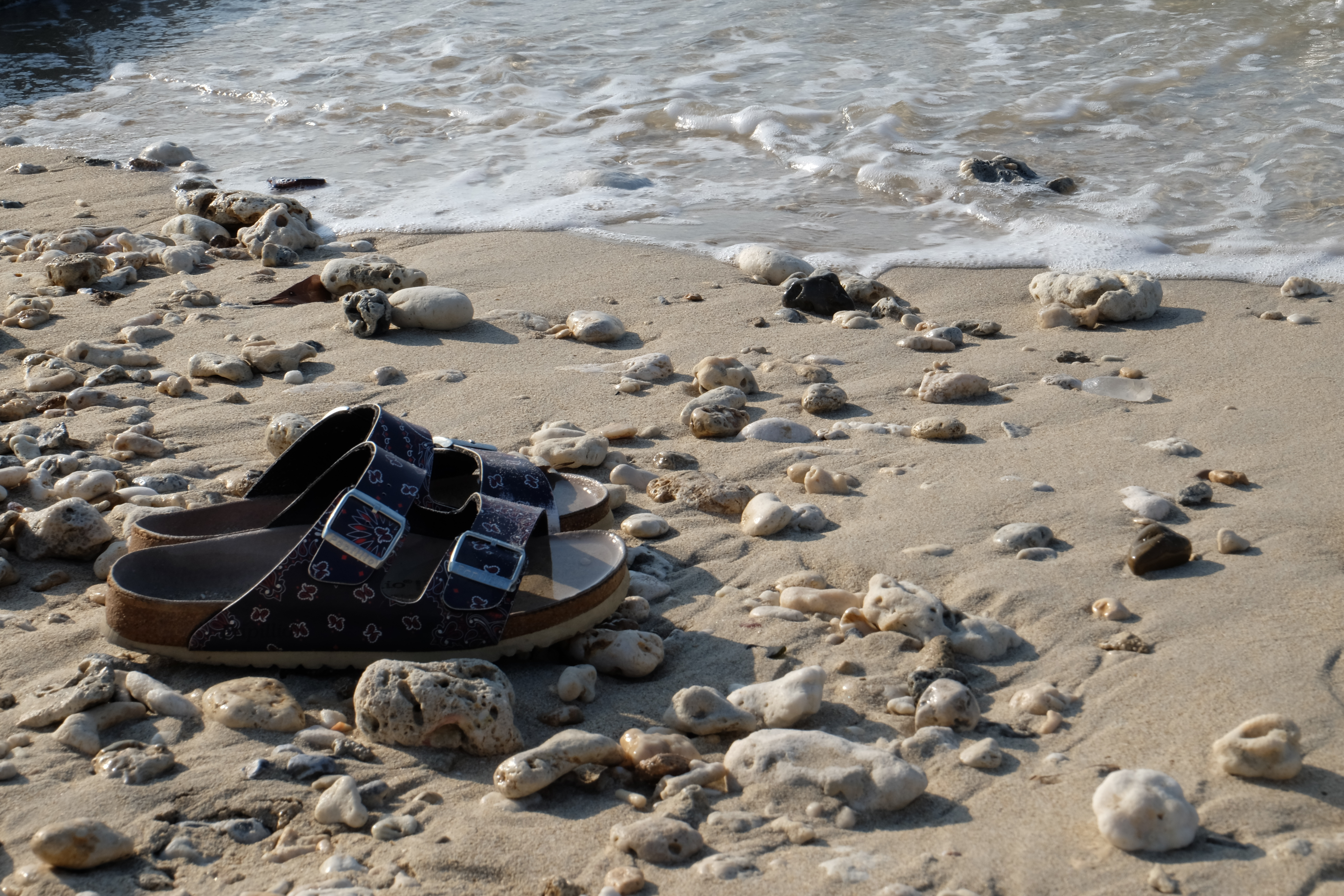
Una playa en la isla de Miyagi, Yonashiro-uehara, Uruma, prefectura de Okinawa, Japón.

A partir de 2003, la ciudad tenía una población estimada de 13,177 y una  densidad poblacional de 691.71 personas por km². El área total era de 19,05 km².
El 1 de abril de 2005, Yonashiro, junto con las ciudades de  Gushikawa e  Ishikawa, y la ciudad de  Katsuren (también del distrito de Nakagami), se fusionaron para crear la ciudad de  Uruma.
Originalmente era Yonagusuku Village ( 与那城村   Yonagusuku-son?). Fue elevado a estado de ciudad y cambió su nombre a Yonashiro en 1994.